# Thuin
Thuin (Nederlands: Thuden, verouderd) is een gemeente en een historische vestingstad ten zuidwesten van Charleroi in de Belgische provincie Henegouwen. Thuin is de hoofdplaats van het arrondissement Thuin en is ook het centrum van de historische streek Thudinië waar, zoals in Charleroi in het oosten van Henegouwen, eerder Waals dan Picardisch wordt gesproken. De gemeente telt ruim 14.000 inwoners.
De stad Thuin werd gebouwd op een rotsrichel die de Samber en de Biesmelle scheidt. De historische bovenstad kenmerkt zich door smalle straatjes met kasseien.

## Geschiedenis
Thuin is een oude stad. In het Bois du Grand Bon Dieu, op een 13 ha grote landtong omspoeld door de Biesmelle, zijn sporen van neolithische bewoning aangetroffen. In de 1e eeuw v.Chr. hebben Kelten een oppidum gevestigd op die plaats. Het ging om een niet-permanent bewoond heuvelfort waar religieus-civiele bijeenkomsten werden gehouden. Een versterking die de kwetsbare oostzijde beschermde, is door koolstofdatering geplaatst in 75-25 v.Chr. In deze periode is het oppidum door de Romeinen belegerd, zoals blijkt uit drie begraven goudschatten en enkele tientallen loden slingerkogels. De gevonden gouden staters zijn gemunt door de Nerviërs, in wier gebied Thuin doorgaans wordt gesitueerd. Niettemin hebben onderzoekers de topografie geïdentificeerd als de plek waar Julius Caesar de Aduatuci in 57 v.Chr. belegerde, zoals beschreven in De bello Gallico (II.29-31). Andere archeologen menen dat dit voorbarig is en associëren de site eerder met een niet-beschreven actie tegen de Nerviërs.
Na het verlaten van het oppidum hebben de Gallo-Romeinen later aan de toegangshelling een begraafplaats aangelegd, ontdekt in de wijk Petit Paradis. Ze wijst op bewoning in de 2e en 3e eeuw. Onder de naam Tudinium Castellum is Thuin voor het eerst vermeld in de 9e eeuw, als eigendom van de abdij van Lobbes: de versterkte bovenstad diende in tijden van nood als vluchtoord voor de monniken, en ze bleef dan ook nauw verbonden met de geschiedenis van de abdij.
In 888 ging Thuin samen met Lobbes deel uitmaken van het prinsbisdom Luik. De stad bereikte haar grootste bloeiperiode rond de millenniumwisseling onder prins-bisschop Notger, die haar snel van indrukwekkende vestingwerken voorzag, gezien haar strategische ligging aan de grens van zijn prinsbisdom. Hij bouwde ook een nieuw castrum. Sindsdien was Thuin de meest westelijke van de Goede Steden van het prinsbisdom Luik.
De Slag van Thuin in 1048 ging tussen Godfried II van Lotharingen en Adalbert van Lotharingen, welke laatste het onderspit delfde en sneuvelde. De graven van Henegouwen veroverden Thuin in 1053, 1298 en 1408, maar konden de stad niet definitief inlijven.
De naburige abdijen van Lobbes en Aulne hadden allebei in de 16e eeuw een refugiehuis te Thuin, die nog steeds bestaan (in de Grande-Rue in de bovenstad, respectievelijk de huisnummers 27/29 en 22). Nog meer dan eens werd de stad militair belaagd. Eind 1653 kwam de graaf van Duras Thuin belegeren in het kader van de brandschatting van het Luikse platteland door Condé, een opstandige Franse prins in Spaanse dienst. Een uitval van de Thudinezen in januari 1654 verdreef de belegeraars. In 1675 werd Thuin ingenomen door troepen van Lodewijk XIV. Drie jaar later dienden hij de stad weer op te geven door de Vrede van Nijmegen.
De Franse Revolutie bereikte Thuin op 10 mei 1790. Die dag overrompelden de troepen van generaal Marceaux met een massale bajonettenaanval het keizerlijk leger van de Oostenrijkse Nederlanden. In 1810-1811 werd de collegiale Sint-Theodarduskerk op de Place du Chapitre afgebroken op bevel van burgemeester Martin om plaats te maken voor een balzaal. Het romaans-gotische gebedshuis was in 1754-1756 nog gerenoveerd door de lokale architect Jean-Baptiste Chermanne. De klokkentoren, die ook dienst deed als belfort, bleef overeind. Enkele jaren later was Thuin weer een strijdtoneel. In de aanloop naar de Slag bij Waterloo dreef een divisie van het Franse leger gecommandeerd door Jérôme Bonaparte op 15 juni 1815 de Pruisen terug.
De Engelse industrieel Thomas Bonehill richtte begin 19e eeuw verschillende metaalfabrieken op in de bossen rond Thuin, waar historisch veel laagovens actief waren. Er was ook een kanonfabriek en een spoorontsluiting via het station Hourpes. Koning Willem I der Nederlanden, die aandeelhouder was, kwam in 1829 op bezoek. De 19e eeuw kende grote spanningen tussen de benedenstad, waar de arbeiders woonden, en de bovenstad van aristocraten, religieuzen en militairen. De arbeiders werkten in molens op de Biesmelle, in leerlooierijen en in de tabakskweek. Ze werden denigrerend makas genoemd (smeedhamers). Zelf spraken ze over de hoogstedelingen als catulas (dieven).
De kanalisering van de Samber in 1829 zorgde voor tewerkstelling in de scheepsbouw. In Thuin waren niet minder dan vijf werven waar binnenschepen werden gebouwd. Ook de spoorwegen brachten welvaart. Thuin lag op de lijn Parijs-Brussel-Keulen en kreeg mondaine allures toen de gemeente eind 19e eeuw een casino opende. In het kielzog kwam ander vermaak, zoals luxewinkels, pedalo's en een "strand". Het casino werd in 1901 gesloten en in 2018 afgebroken.
Tijdens de Eerste Wereldoorlog werd hevig gevochten tussen de Fransen en de Duitsers in de driedaagse Slag bij Charleroi. Op 23 augustus 1914 verloor het Franse vijfde leger haast duizend man in Thuin en raakte het bijna ingesloten. Tegen zijn orders in besloot generaal Lanzerac zich terug te trekken, wat enkele weken later bijdroeg aan de Franse overwinning in de Eerste Slag bij de Marne.
In de Achttiendaagse Veldtocht lag Thuin op 14 mei 1940 onder een Duits bombardement. Veel inwoners sloegen op de vlucht naar Frankrijk, zodat de Wehrmacht op 17 mei een haast verlaten stad innam. Op 3 september 1944 was de bezetting voorbij.
Op de autoweg N59 werd in 1972 een S-vormig viaduct over de Samber geconstrueerd dat nogal wat protest veroorzaakte. Het 248 meter lange gevaarte sneed de stationswijk af van de benedenstad en vergde de afbraak van de oude hefbrug en een halve straat.

## Kernen
Naast Thuin zelf liggen in de fusiegemeente nog zeven deelgemeenten

### Deelgemeenten
| # | Naam              | Opp. (km²) | Inwoners (2020) | Inwoners per km² | NIS-code |
| - | ----------------- | ---------- | --------------- | ---------------- | -------- |
| 1 | Thuin             | 15,51      | 5.914           | 381              | 56078A   |
| 2 | Gozée             | 18,81      | 4.108           | 218              | 56078B   |
| 3 | Biesme-sous-Thuin | 4,64       | 565             | 122              | 56078C   |
| 4 | Thuillies         | 14,23      | 1.979           | 139              | 56078D   |
| 5 | Donstiennes       | 4,55       | 227             | 50               | 56078E   |
| 6 | Ragnies           | 13,47      | 437             | 32               | 56078F   |
| 7 | Leers-et-Fosteau  | 2,01       | 374             | 186              | 56078G   |
| 8 | Biercée           | 3,46       | 1.098           | 317              | 56078H   |

### Overige kernen
Op het grondgebied van Thuillies ligt historisch het gehucht Ossogne, net ten zuidoosten van de dorpskern van Thuillies, en er tegenwoordig mee vergroeid.

## Demografische ontwikkeling

### Demografische ontwikkeling voor de fusie
- Bron:NIS - Opm:1831 t/m 1970=volkstellingen; 1976= inwoneraantal op 31 december

### Demografische ontwikkeling van de fusiegemeente
Alle historische gegevens hebben betrekking op de huidige gemeente, inclusief deelgemeenten, zoals ontstaan na de fusie van 1 januari 1977.
- Bronnen:NIS, Opm:1831 tot en met 1981=volkstellingen; 1990 en later= inwonertal op 1 januari

| Inwoners van jaar tot jaar op 1 januari vanaf 1992 tot heden | Inwoners van jaar tot jaar op 1 januari vanaf 1992 tot heden | Inwoners van jaar tot jaar op 1 januari vanaf 1992 tot heden |
| jaar                                                         | Aantal                                                       | Evolutie: 1992=index 100                                     |
| ------------------------------------------------------------ | ------------------------------------------------------------ | ------------------------------------------------------------ |
| 1992                                                         | 14.324                                                       | 100,0                                                        |
| 1993                                                         | 14.476                                                       | 101,1                                                        |
| 1994                                                         | 14.491                                                       | 101,2                                                        |
| 1995                                                         | 14.484                                                       | 101,1                                                        |
| 1996                                                         | 14.510                                                       | 101,3                                                        |
| 1997                                                         | 14.527                                                       | 101,4                                                        |
| 1998                                                         | 14.559                                                       | 101,6                                                        |
| 1999                                                         | 14.589                                                       | 101,9                                                        |
| 2000                                                         | 14.603                                                       | 101,9                                                        |
| 2001                                                         | 14.612                                                       | 102,0                                                        |
| 2002                                                         | 14.674                                                       | 102,4                                                        |
| 2003                                                         | 14.679                                                       | 102,5                                                        |
| 2004                                                         | 14.652                                                       | 102,3                                                        |
| 2005                                                         | 14.638                                                       | 102,2                                                        |
| 2006                                                         | 14.625                                                       | 102,1                                                        |
| 2007                                                         | 14.606                                                       | 102,0                                                        |
| 2008                                                         | 14.672                                                       | 102,4                                                        |
| 2009                                                         | 14.645                                                       | 102,2                                                        |
| 2010                                                         | 14.691                                                       | 102,6                                                        |
| 2011                                                         | 14.613                                                       | 102,0                                                        |
| 2012                                                         | 14.565                                                       | 101,7                                                        |
| 2013                                                         | 14.662                                                       | 102,4                                                        |
| 2014                                                         | 14.530                                                       | 101,4                                                        |
| 2015                                                         | 14.539                                                       | 101,5                                                        |
| 2016                                                         | 14.494                                                       | 101,2                                                        |
| 2017                                                         | 14.600                                                       | 101,9                                                        |
| 2018                                                         | 14.671                                                       | 102,4                                                        |
| 2019                                                         | 14.702                                                       | 102,6                                                        |
| 2020                                                         | 14.703                                                       | 102,6                                                        |
| 2021                                                         | 14.787                                                       | 103,2                                                        |
| 2022                                                         | 14.907                                                       | 104,1                                                        |
| 2023                                                         | 14.922                                                       | 104,2                                                        |
| 2024                                                         | 14.871                                                       | 103,8                                                        |
| 2025                                                         | 14.864                                                       | 103,8                                                        |

## Bezienswaardigheden
De stad is verdeeld in 'la Ville-Haute' en 'la Ville-Basse': de bovenstad en de benedenstad. De belangrijkste bezienswaardigheden zijn de stadswallen (met Notgertoren) en het belfort uit de 17e en 18e eeuw (vroeger de toren van de collegiale Sint-Theodarduskerk). Het belfort van Thuin staat sinds 1999 op de Werelderfgoedlijst van de UNESCO.
Ook de "hangende tuinen" tegen de zuidelijke omwallingen zijn beroemd. Er zijn ongeveer 200 ommuurde tuintjes, aangelegd in terrasbouw, waartussen geplaveide paadjes lopen. Boven komen ze uit op afsluitbare poortjes in de stadsmuren (postys). De Posty des soeurs grises werd gebruikt door de grauwzusters als verbinding tussen hun klooster in de bovenstad en hun gasthuis in de benedenstad. Er is ook de Posty Bury. De hangende tuinen zijn gebouwd in de middeleeuwen om de rotshellingen te beschermen tegen erosie en om ruimte te bieden voor moestuinen. De zoninval en de warmte opgeslagen in de zandstenen muren zorgen voor weelderige groei. Sinds 2001 is er in de hangende tuinen weer een kleine wijngaard aangelegd, waarvan de zoete rode Clos des Zouaves wordt gemaakt.

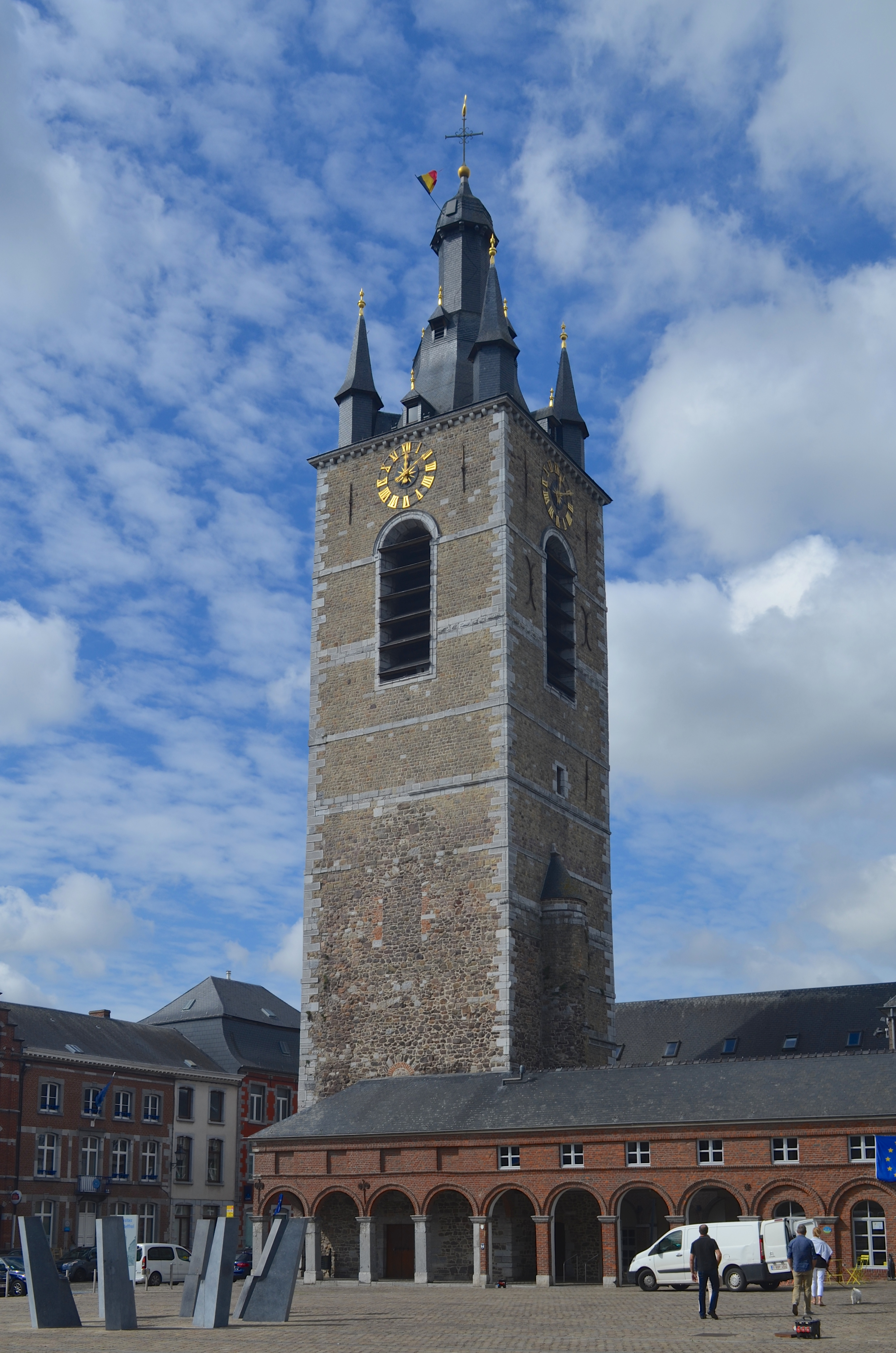
Het Belfort van Thuin, ooit onderdeel van de collegiale kerk
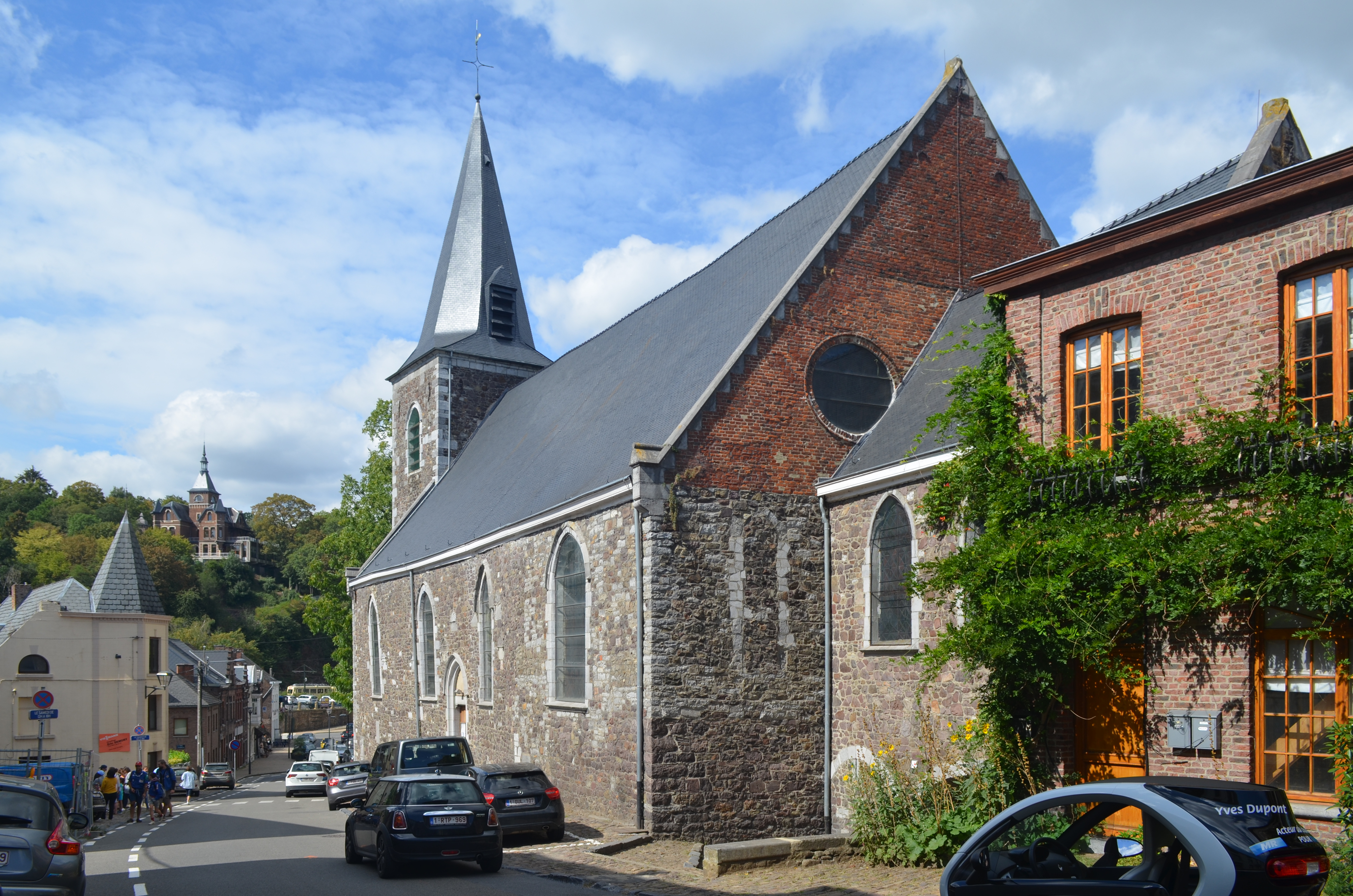
Église Notre-Dame-du-Val
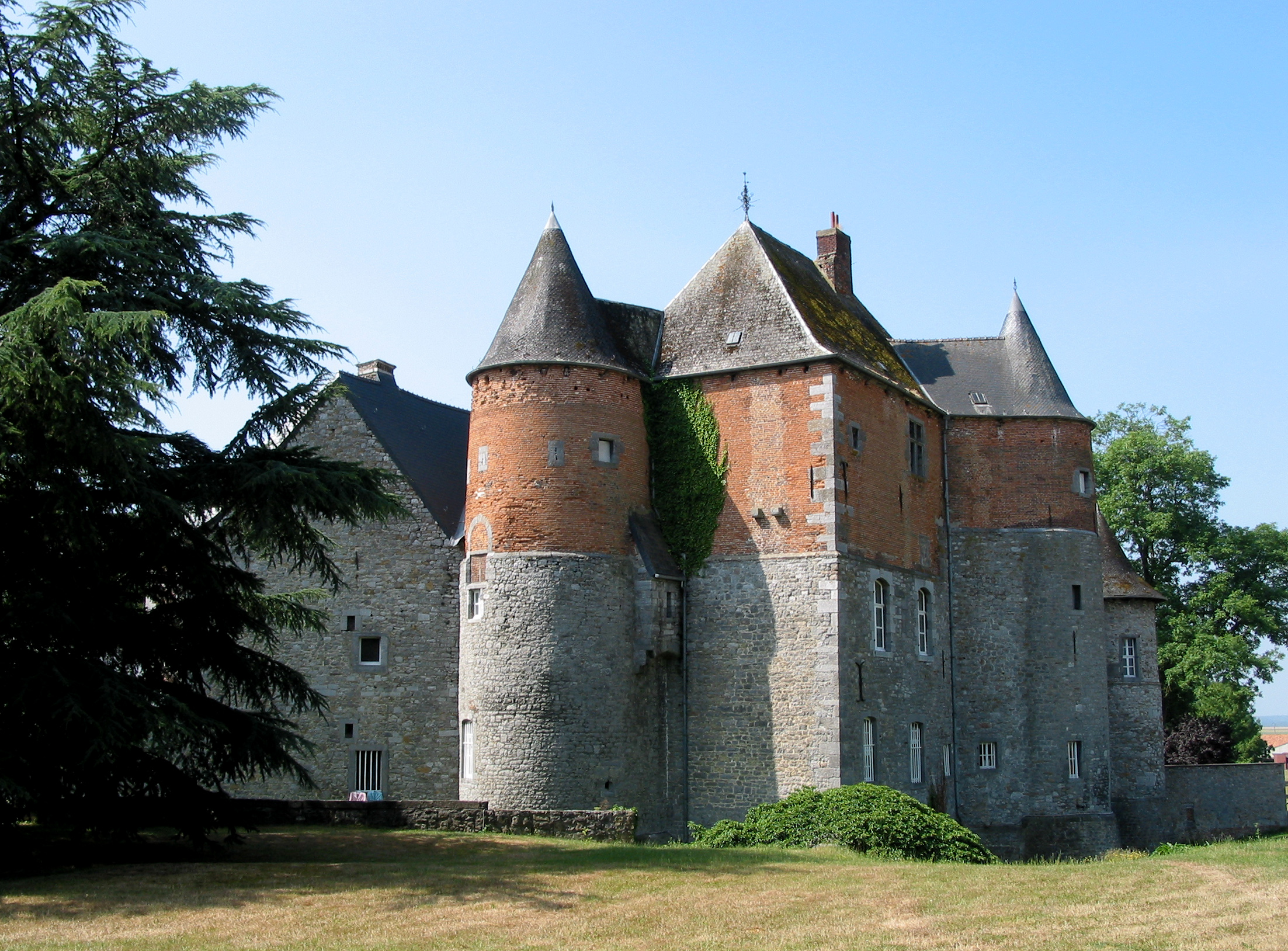
Château de Fosteau
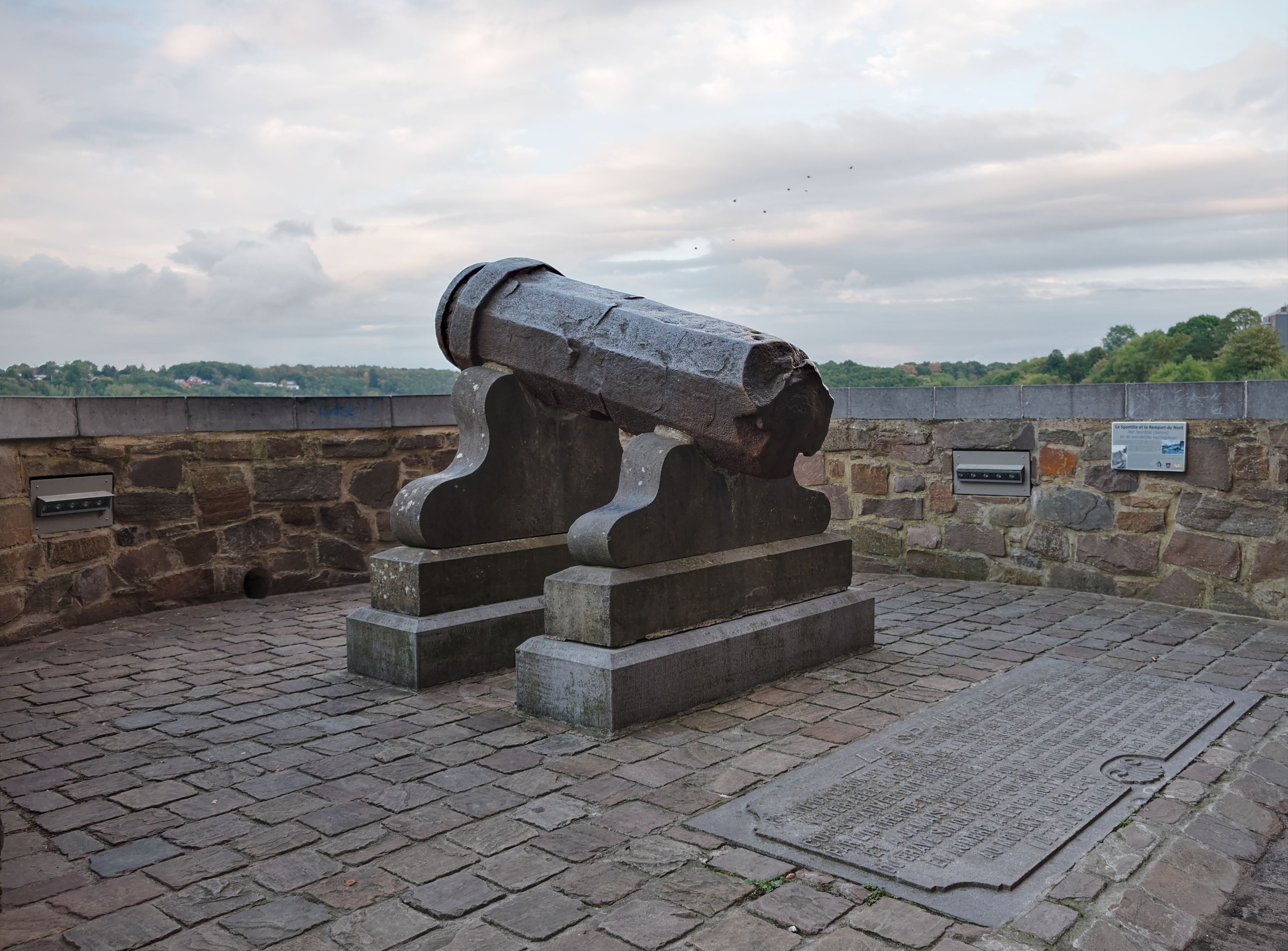
De Spantôle
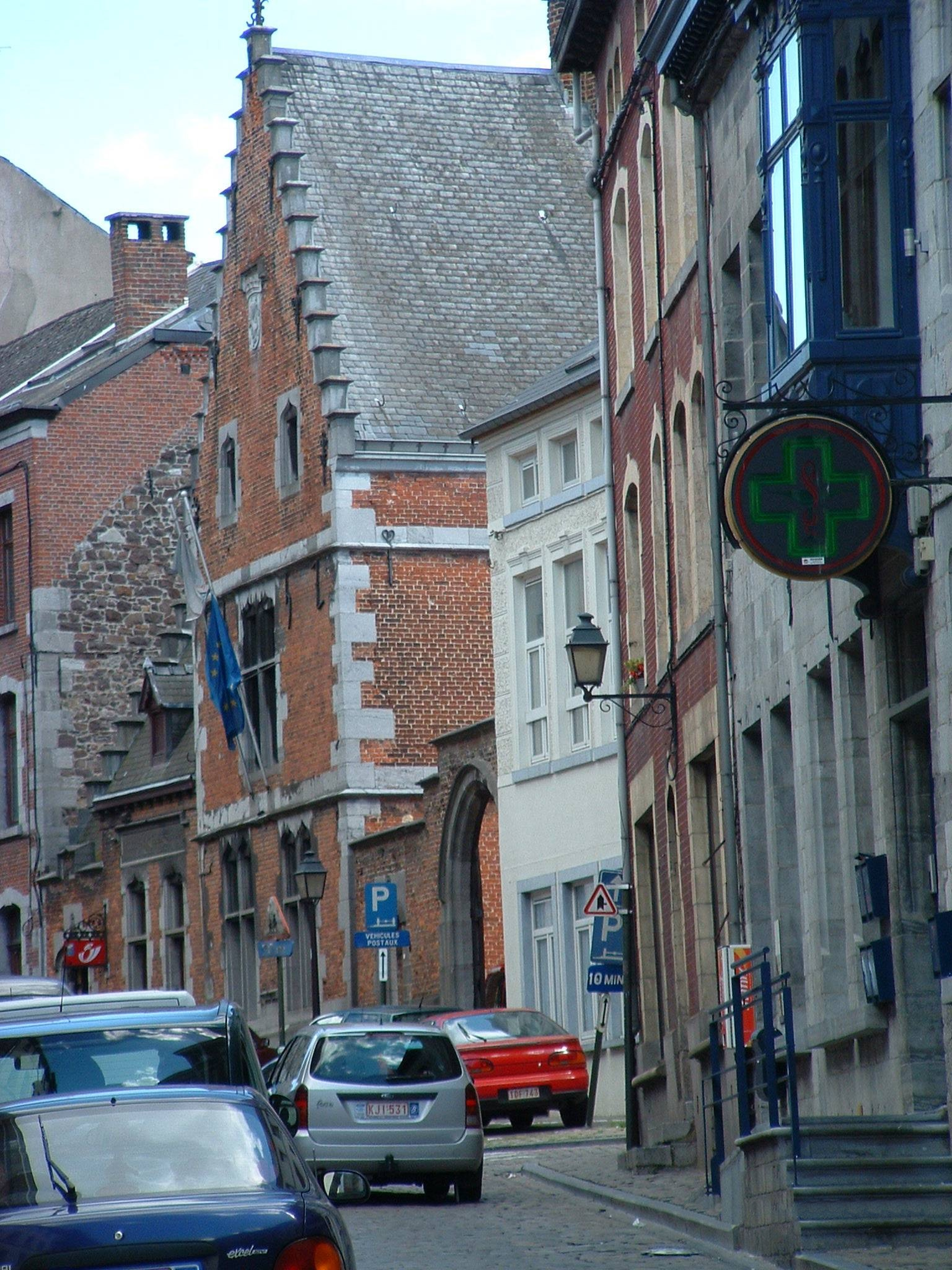
Het 16e-eeuwse refugiehuis van de abdij van Lobbes, later postgebouw, nu ingericht als woningen.
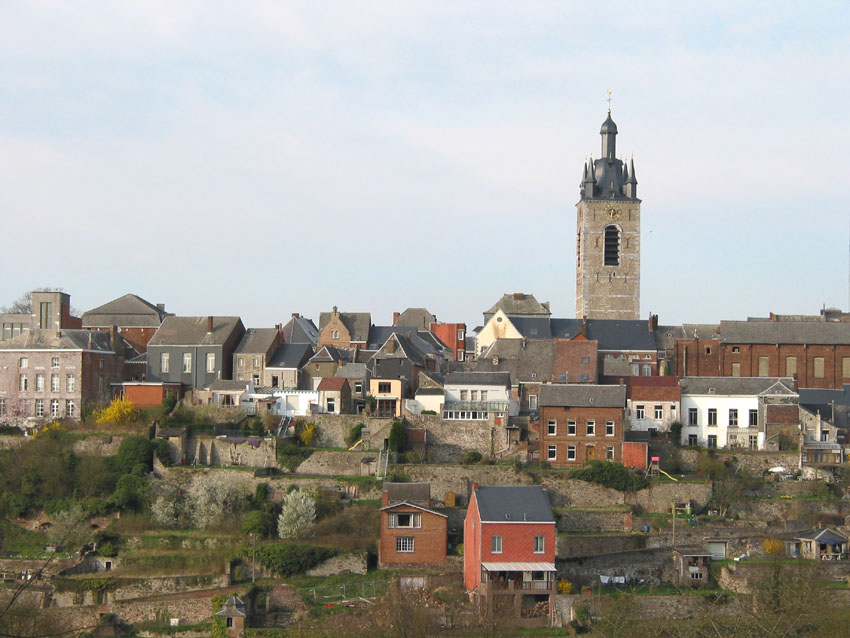
De oude stad van Thuin met de 'hangende tuinen' en het Belfort.
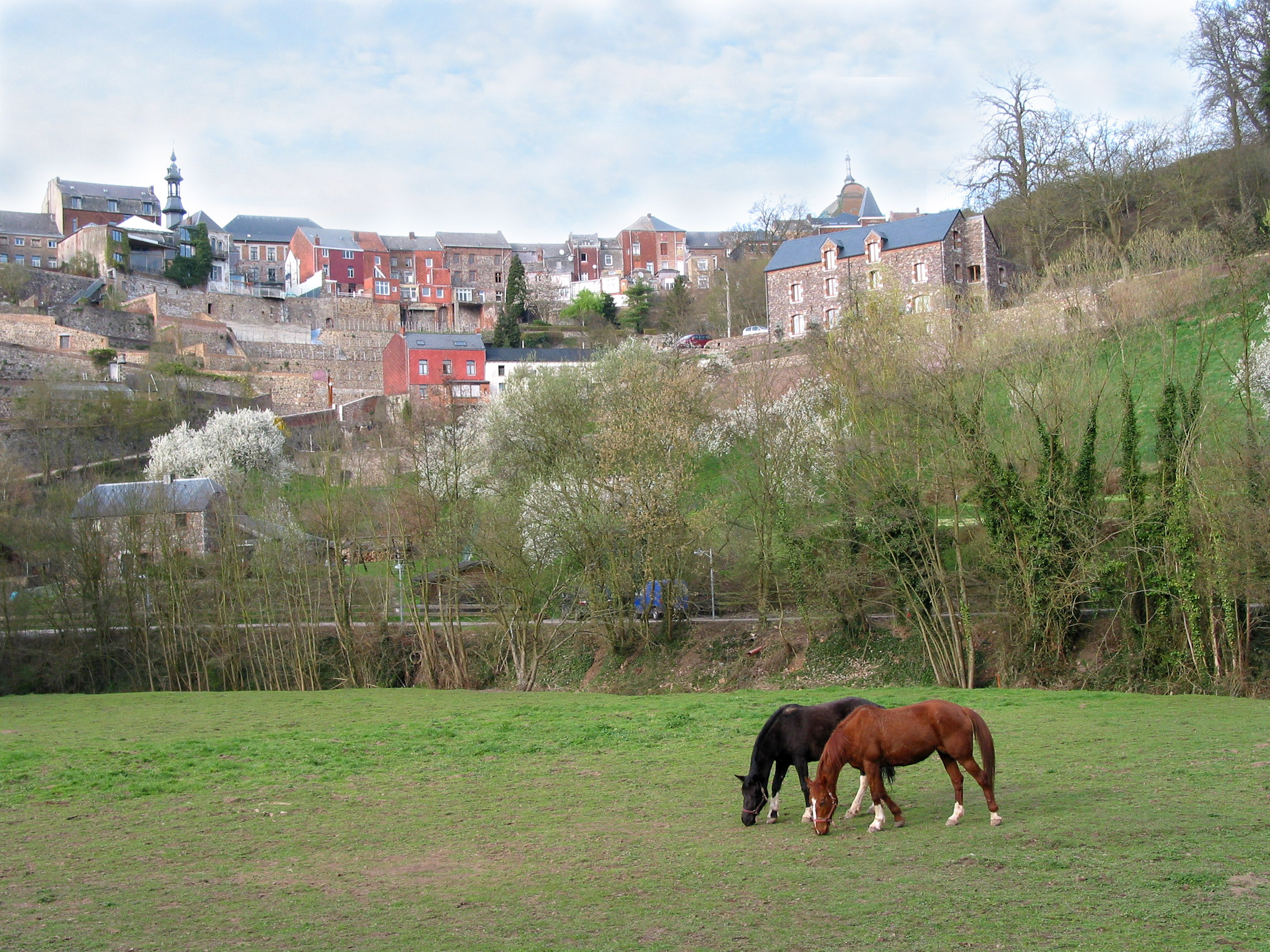
De oude stadskern van Thuin.
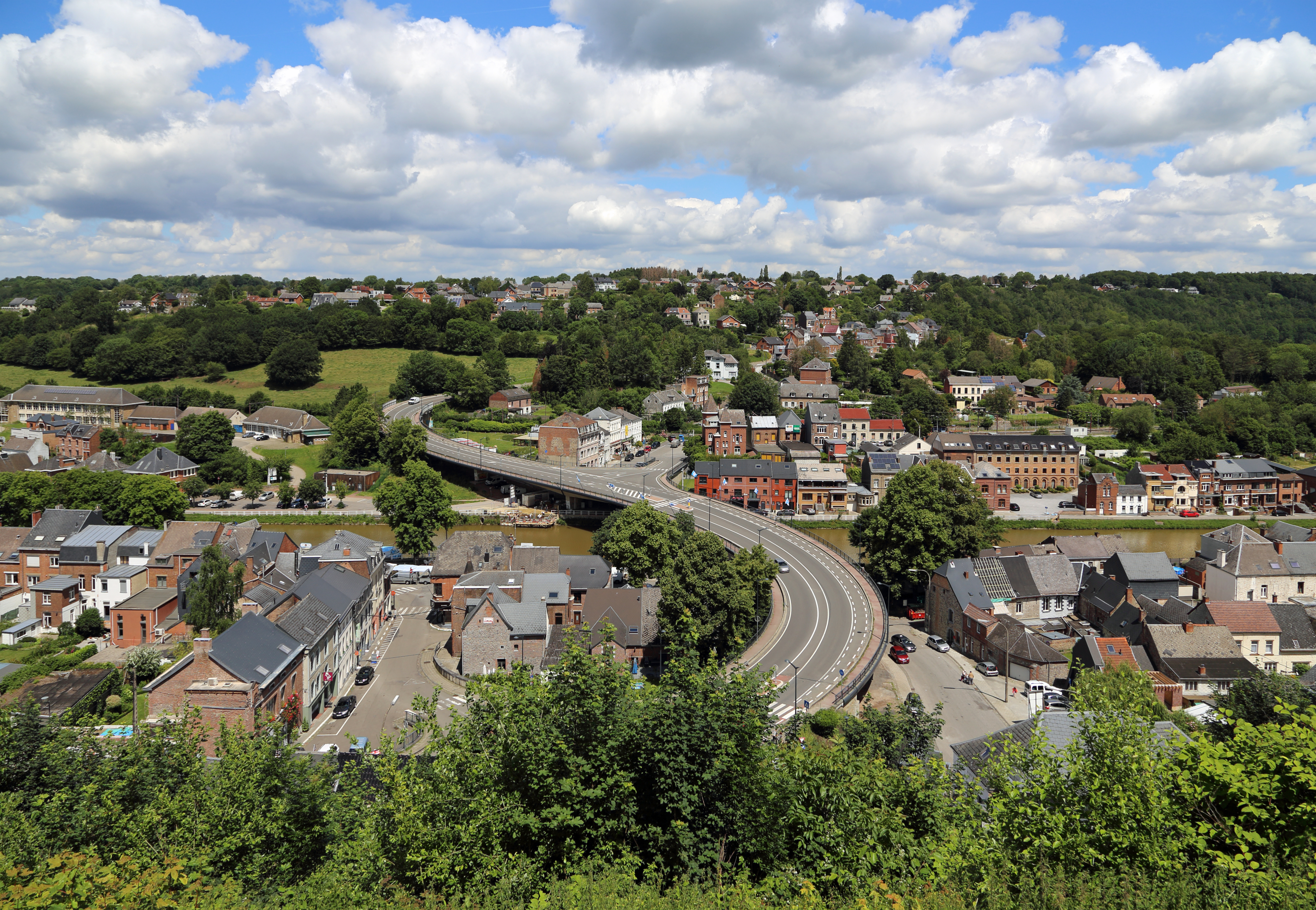
De Ville-Basse aan de oevers van de Samber

In Thuin is het buurtspoormuseum van de ASVi gevestigd. Er wordt regelmatig met museumtrams op de oude tramlijn van Thuin naar Lobbes gereden.

## Gastronomie
De spantôles, een soort biscuits, zijn de lokale specialiteit van Thuin. De lekkernij kreeg haar naam van La Spantôle, een kanon (te zien in de rue Alphonse-Liégeois) dat door de inwoners in 1654 zou buitgemaakt zijn op de troepen van Condé, toen in dienst van de Spaanse koning. In werkelijkheid is het tuig een stuk ouder en zou het uit 1466 dateren. De naam spantôle lijkt een verbastering te zijn van het Spaanse espantoso (dat is 'angstaanjagend').

## Evenementen
De derde zondag van mei wordt in Thuin de Marche Saint-Roch gehouden, een militaire mars gecombineerd met een processie ter ere van de heilige Rochus. Dit folkloristische gebeuren vindt zijn oorsprong in de 17e eeuw, toen de stad werd getroffen door een pestepidemie en men de bescherming van de pestheilige inriep. Aanvankelijk ging het enkel om de processie. Ze werd verzorgd door de Confrérie de Saint-Roch verbonden aan de kerk van Notre-Dame del Vaux in de benedenstad. Op 16 augustus, daags na de traditionele processie voor Maria-Tenhemelopneming, droegen ze het beeld van de heilige door de straten. In de Franse tijd werd de traditie afgeschaft. Ze herleefde wanneer Thuin in 1866 te maken kreeg met een epidemie van cholera. De nieuwe datum was de derde zondag van mei. Op vraag van de pastoor werd vanaf 1868 aan het religieuze gebeuren een militaire optocht toegevoegd, verzorgd door het civiele Comité Saint-Roch. De Marche Saint-Roch is een van de vijftien folkloristische stoeten van de Marches de l'Entre-Sambre-et-Meuse die in 2012 door UNESCO opgenomen zijn als werelderfgoed op de Representatieve lijst van het immaterieel cultureel erfgoed van de mensheid. Er zijn doorgaans zo'n 2.000 deelnemers.
Thuin is langs de bevaarbare Samber gelegen en is een binnenvaartcentrum. Elk jaar worden er door lokale ploegen watersteekspelen gehouden op het kanaal.

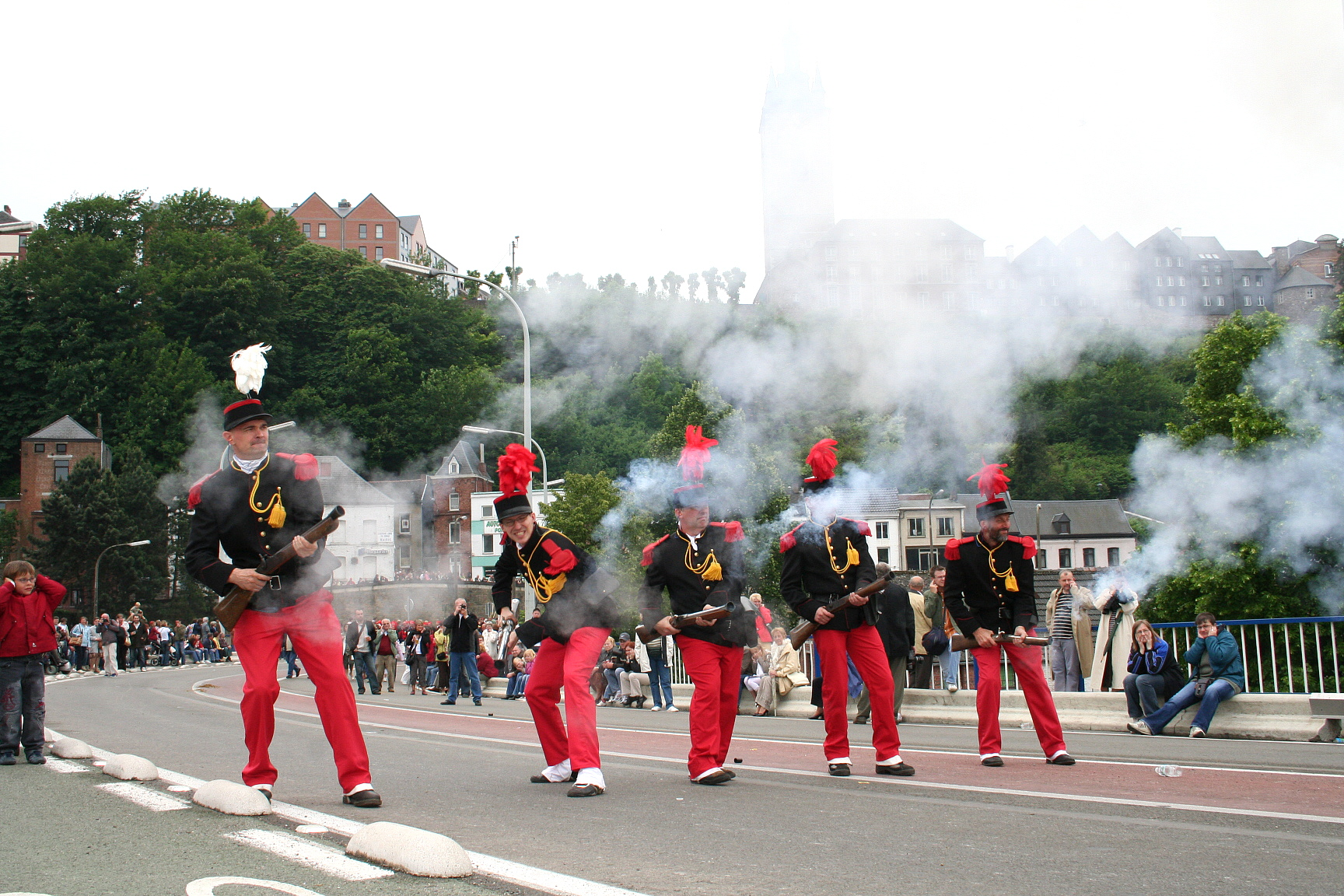
Infanteristen van de Compagnie de Saint-Roch vuren een salvo af tijdens de Marche.
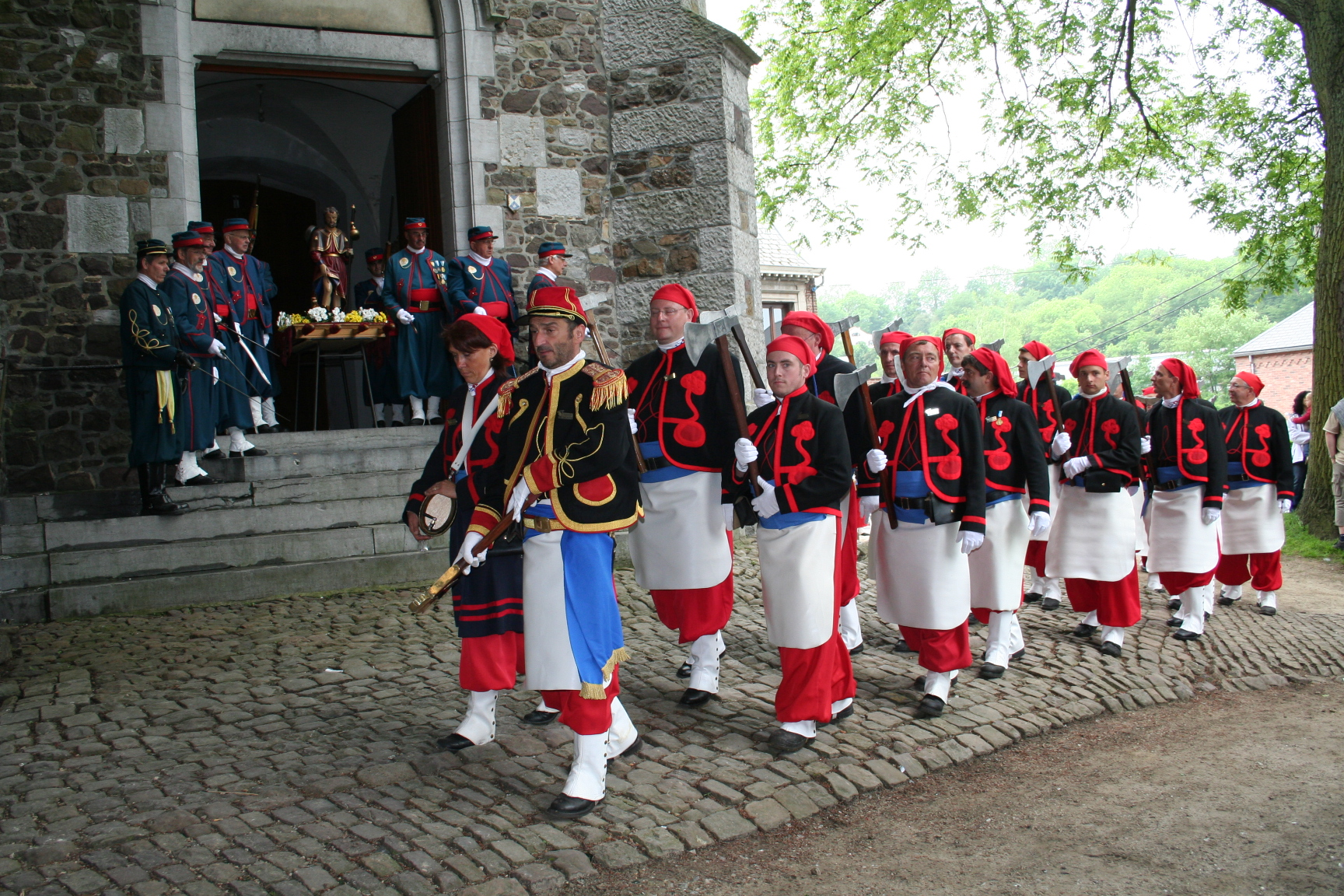
De militaire mars ter ere van de heilige Sint-Rochus.
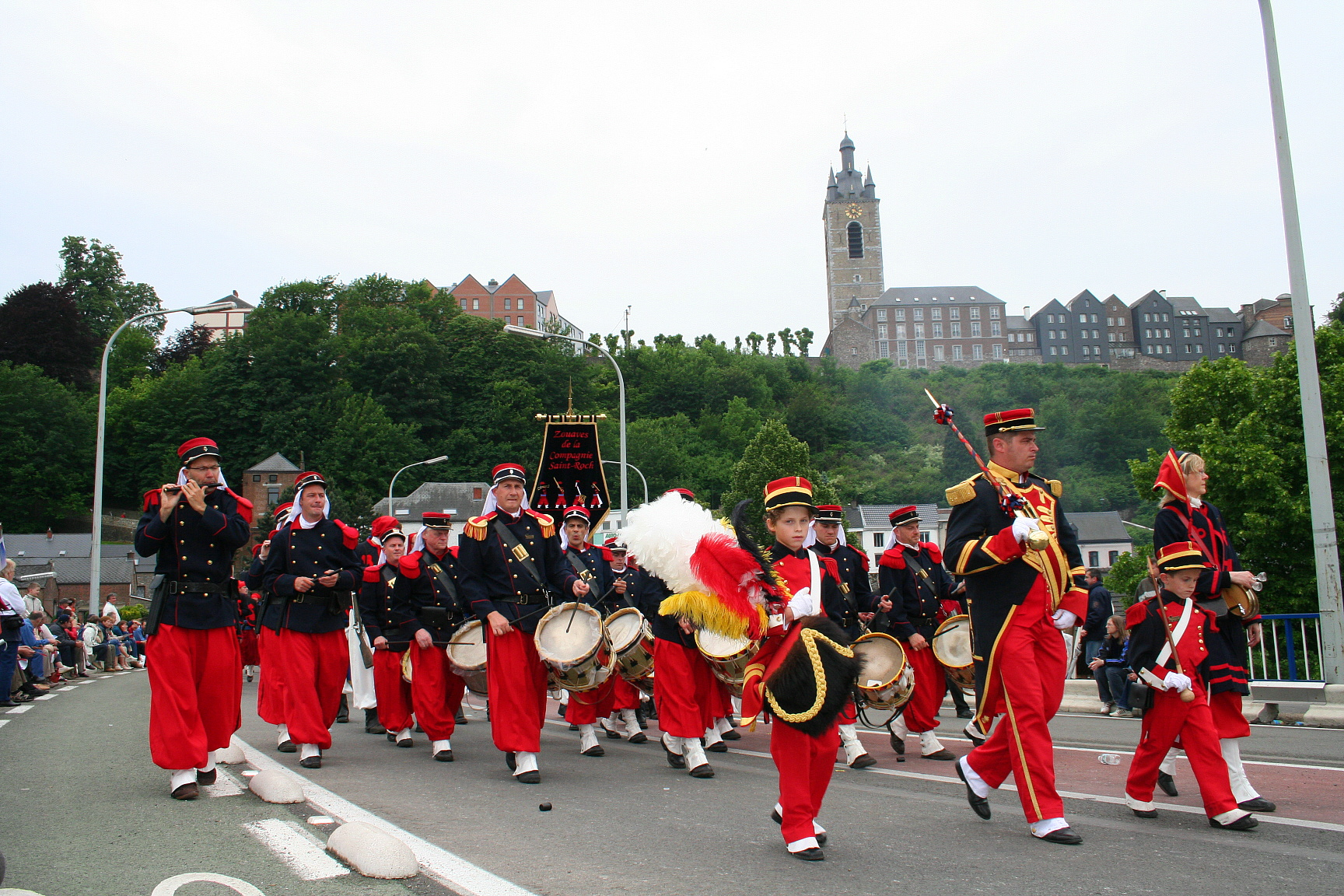
De 1ste compagnie van zoeaven in de Sint-Rochus processie.
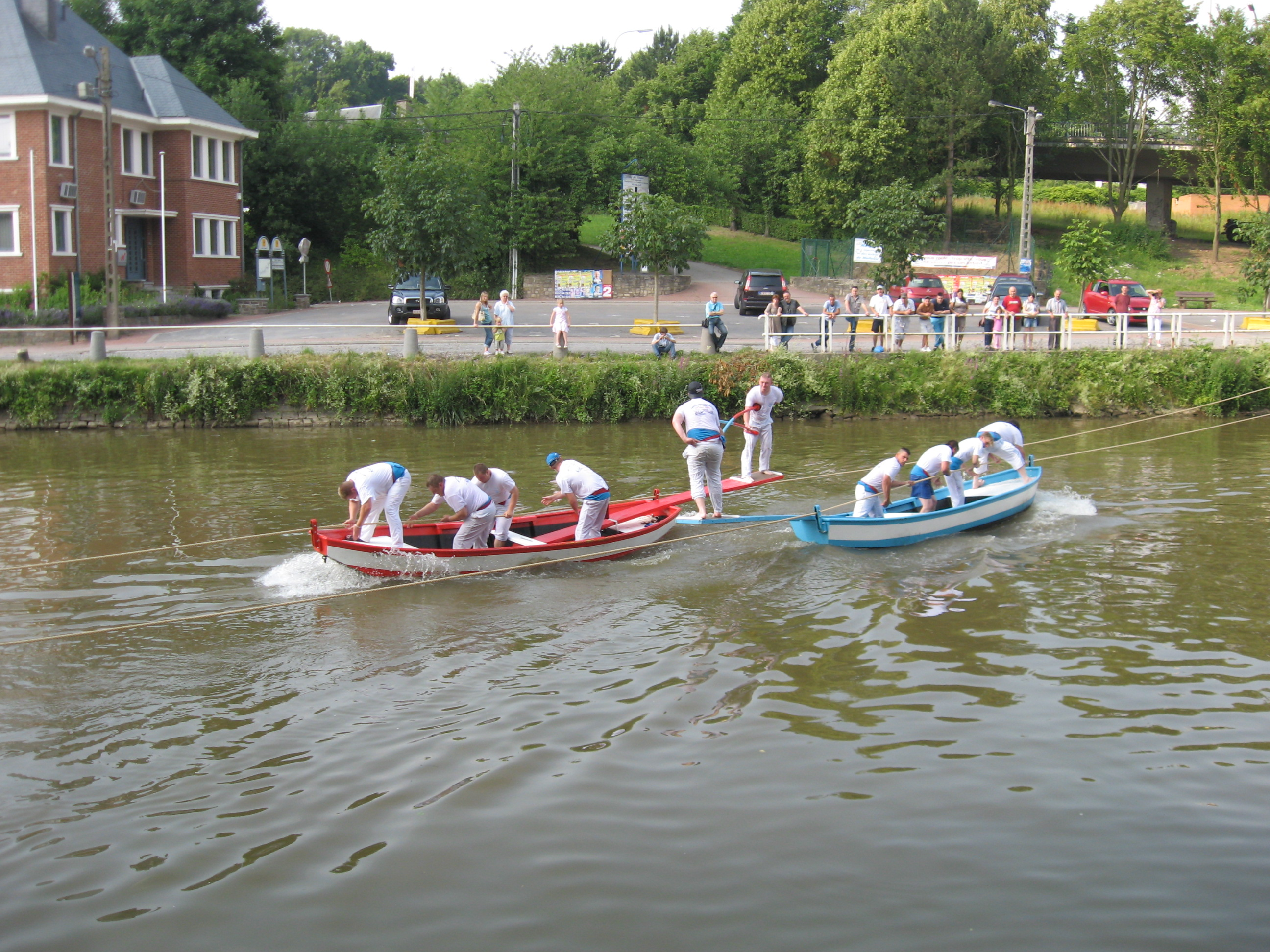
Het watersteekspel in Thuin. De boten worden naar elkaar toegetrokken met behulp van touwen.

## Politiek

### Resultaten gemeenteraadsverkiezingen sinds 1976
| Partij               | Partij                                             | 10-10-1976 | 10-10-1976 | 10-10-1982 | 10-10-1982 | 9-10-1988 | 9-10-1988 | 9-10-1994 | 9-10-1994 | 8-10-2000 | 8-10-2000 | 8-10-2006 | 8-10-2006 | 14-10-2012 | 14-10-2012 | 14-10-2018 | 14-10-2018 | 13-10-2024 | 13-10-2024 |
| Stemmen / Zetels     | Stemmen / Zetels                                   | %          | 21         | %          | 23         | %         | 23        | %         | 23        | %         | 23        | %         | 23        | %          | 23         | %          | 23         | %          | 23         |
| -------------------- | -------------------------------------------------- | ---------- | ---------- | ---------- | ---------- | --------- | --------- | --------- | --------- | --------- | --------- | --------- | --------- | ---------- | ---------- | ---------- | ---------- | ---------- | ---------- |
|                      | PS1 / COM.UNEB / IC2/ PS Thuin par Coeur3          | 39,711     | 9          | 20,892     | 5          | 37,631    | 9         | 29,91     | 8         | 52,2B     | 14        | 53,851    | 15        | 47,431     | 13         | 41,881     | 12         | 37,113     | 10         |
|                      | PRL1 / MIEUXA / COM.UNEB / MR2/ MR-Bleus de Thuin3 | -          |            | 24,961     | 6          | 54,99A    | 13        | 48,59A    | 13        | 52,2B     | 14        | 18,522    | 4         | 24,592     | 6          | 21,272     | 5          | 32,393     | 8          |
|                      | PSC1 / MIEUXA / cdH2 / IC3/ IC Thuin-Les Engagés3  | 21,31      | 4          | 42,061     | 12         | 54,99A    | 13        | 48,59A    | 13        | 23,931    | 5         | 15,042    | 3         | 14,853     | 3          | 19,083     | 4          | 23,603     | 5          |
|                      | ECOLO1 / ECO.ICIC                                  | -          |            | 5,921      | 0          | 7,381     | 1         | 5,941     | 0         | 20,77C    | 4         | 9,111     | 1         | 7,991      | 1          | 9,901      | 2          | 4,80       | 0          |
|                      | ICI1 / ECO.ICIC                                    | -          |            | -          |            | -         |           | 12,671    | 2         | 20,77C    | 4         | -         |           | -          |            | -          |            | -          |            |
|                      | GGA                                                | 34,88      | 8          | -          |            | -         |           | -         |           | -         |           | -         |           | -          |            | -          |            | -          |            |
| Anderen(*)           | Anderen(*)                                         | -          |            | 6,17       | 0          | -         |           | 2,9       | 0         | 3,1       | 0         | 3,48      | 0         | 5,13       | 0          | 7,87       | 0          | 2,11       | 0          |
| Totaal stemmen       | Totaal stemmen                                     | -          | -          | 9203       | 9203       | 9588      | 9588      | 9949      | 9949      | 10013     | 10013     | 10425     | 10425     | 10109      | 10109      | 10212      | 10212      | 10018      | 10018      |
| Opkomst %            | Opkomst %                                          |            |            |            |            | 92,09     | 92,09     | 92,54     | 92,54     | 90,62     | 90,62     | 92,10     | 92,10     | 88,36      | 88,36      | 88,32      | 88,32      | 85,55      | 85,55      |
| Blanco en ongeldig % | Blanco en ongeldig %                               | 0          | 0          | 4,15       | 4,15       | 4,21      | 4,21      | 4,36      | 4,36      | 8,83      | 8,83      | 4,68      | 4,68      | 4,80       | 4,80       | 6,29       | 6,29       | 5,79       | 5,79       |

(*) 1976: IC76 (3,34%), LIB IND (0,77%) / 1982: UDPW (6,17%) / 1994: AGIR (2,9%) / 2000: GESTE (3,1%) / 2006: FD (3,48%) / 2012: FDF-Horizon (5,13%) / 2018: DéFI (4,92%), Oxygène (2,95%) / 2024: CC (2,11%)
De zetels van de bestuursmeerderheid worden vet aangegeven. De grootste partij is in kleur.

## Geboren in Thuin
- Jules Painparé (31 januari 1830) componist en militaire kapelmeester